# Team Wellington
Il Team Wellington è stata una società calcistica di Wellington, in Nuova Zelanda. Giocava le sue partite casalinghe nel David Farrington Park e partecipava al campionato neozelandese di prima divisione. Il Team Wellington è stata una delle società neozelandesi più vincenti di sempre, sia a livello che nazionale che a livello continentale.

## Storia
Il club è stato fondato nel 2004 da un consorzio di club di Wellington per competere nel campionato neozelandese di calcio.
Nella stagione 2004-2005, la stagione inaugurale, il club finisce la stagione piazzandosi al sesto posto, al di sotto delle aspettative. Miglioreranno nella stagione seguente, terminandola al quarto posto.
Il club ha iniziato molto bene la stagione 2007-2008 con una striscia di cinque vittorie consecutive, un record nel campionato. Questa è stata conclusa da un pareggio per 1-1 contro l'Auckland City. Il Team Wellington ha finito la stagione al terzo posto, qualificandosi per la finale preliminare, proprio contro l'Auckland City. Il Wellington ha poi sconfitto l'Auckland 4-3 ai tempi supplementari, andando così al gran finale, in cui è stato sconfitto dal Waitakere United per 2-0.
La squadra ha raggiunto il gran finale in altre due occasioni: nel 2012, perdendo 4-1 contro il Waitakere United, e di nuovo nel 2014, perdendo 1-0 con l'Auckland City. In virtù dell'attuale formula, per la prima volta il Team Wellington si è così qualificato alla OFC Champions League. 
Arriva così la partecipazione alla edizione 2015, che il club conclude secondo e imbattuto, se non ai calci di rigore, dopo una emozionante finale chiusa sull'1 a 1 dopo i supplementari contro i "cugini" dell'Auckland City.
Nelle stagioni 2015-2016 e 2016-2017 conquista i suoi primi due titoli nazionali battendo in finale l'Auckland City ed arrivando in finale nella OFC Champions League, battuta entrambe le volte dall'Auckland City.
Nel 2018 inverte la tendenza in entrambe le competizioni, perdendo la finale di campionato con l'Auckland City, ma vincendo la sua prima OFC Champions League. A dicembre partecipa alla Coppa del mondo per club FIFA 2018, dove esce al primo turno contro i campioni degli Emirati Arabi Uniti dell'Al-Ain, padroni di casa, ai tiri di rigore (3-3 dopo i tempi supplementari).
Il 21 marzo 2021 conquista il terzo titolo nazionale battendo in finale l'Auckland City per 4-2. Questa è stata anche l'ultima partita della squadra che dalla stagione successiva cessò di esistere.
Nel successivo campionato il Team Wellington non partecipa, ma si iscrivono la maggior parte dei suoi club costituenti, quali Miramar Rangers, Western Suburbs F.C. e Wellington Olympic.

## Palmarès

### Competizioni nazionali
- New Zealand Football Championship: 3

2015-2016, 2016-2017, 2020-2021

### Competizioni internazionali
- OFC Champions League: 1

2018

### Altri piazzamenti
- New Zealand Football Championship:

Secondo posto: 2007-2008, 2011-2012, 2013-2014, 2017-2018, 2018-2019, 2019-2020
Terzo posto: 2005-2006
- OFC Champions League:

Finalista: 2014-2015, 2016, 2017
Semifinalista: 2019

## Rosa 2017
| N. |                          | Ruolo | Calciatore                |
| -- | ------------------------ | ----- | ------------------------- |
| 1  | Nuova Zelanda (bandiera) | P     | Scott Basalaj             |
| 2  | Nuova Zelanda (bandiera) | D     | Justin Gulley             |
| 3  | Nuova Zelanda (bandiera) | D     | Omrie Saolele             |
| 4  | Argentina (bandiera)     | D     | Guillermo Moretti         |
| 5  | Inghilterra (bandiera)   | D     | Bill Robertson (capitano) |
| 6  | Nuova Zelanda (bandiera) | D     | Taylor Schrijvers         |
| 7  | Argentina (bandiera)     | C     | Leonardo Villa            |
| 8  | Nuova Zelanda (bandiera) | C     | Cole Peverley             |
| 9  | Inghilterra (bandiera)   | A     | Tom Jackson               |
| 10 | Nuova Zelanda (bandiera) | A     | Nathaniel Hailemariam     |
| 11 | Argentina (bandiera)     | C     | Mario Barcia              |

| N. |                          | Ruolo | Calciatore        |
| -- | ------------------------ | ----- | ----------------- |
| 12 | Nuova Zelanda (bandiera) | C     | Andy Bevin        |
| 13 | Nuova Zelanda (bandiera) | D     | Ryan Holden       |
| 14 | Nuova Zelanda (bandiera) | D     | Billy Scott       |
| 15 | Nuova Zelanda (bandiera) | A     | Joel Stevens      |
| 16 | Inghilterra (bandiera)   | A     | Ben Harris        |
| 17 | Nuova Zelanda (bandiera) | A     | Sam Blackburn     |
| 18 | Cile (bandiera)          | A     | Nicholas Zambrano |
| 19 | Nuova Zelanda (bandiera) | A     | Josh Margetts     |
| 20 | Nuova Zelanda (bandiera) | D     | Nick Edginton     |
| 21 | Nuova Zelanda (bandiera) | C     | Niko Kirwan       |
| 22 | Nuova Zelanda (bandiera) | P     | James McPeake     |